# Цукров, Игор
И́гор Цу́кров (хорв. Igor Cukrov, родился 6 июня 1984 года в Шибенике) — хорватский певец, музыкант и телеведущий, известный по своему участию в музыкальном реалити-шоу «Operacija trijumf», а также по выступлению от Хорватии на Евровидении-2009 вместе с Андреей Шушнярой. Он исполнил песню «Lijepa Tena» авторства Тончи Хулича, в финал попал по решению жюри и занял 18-е место с 45 очками.

## Карьера

### Ранние годы
Игор родился в Шибенике в семье музыканта оркестра ВМС Хорватии, в возрасте двух лет переехал с семьёй в Сплит. Учился в музыкальной школе имени Иосипа Хатце, где играл на гитаре, кларнете, трубе и клавишных. Выиграл детский музыкальный фестиваль в Сплите, также пел в церковном хоре. В 2007 году на городском музыкальном фестивале получил приз лучшему дебютанту. Также известен благодаря выступлению в клапе (далматинскому хору) Камби, его певческий голос — тенор. Некоторое время Игор учился на католическом богословском факультете Сплитского университета, однако предпочёл всё же стать не священником, а певцом.

### Operacija trijumf
Шоу «Operacija trijumf» является балканской версией международного реалити-шоу «Star Academy», которое в России известно как «Фабрика звёзд». В нём участвуют певцы из Боснии, Хорватии, Македонии, Черногории и Сербии. Игор стал его участником с 29 сентября 2008 года: на шоу он исполнял как оперные партии («Con te partirò» Андреа Бочелли), так и хиты рок-звёзд («Angie» The Rolling Stones и «I Don't Want to Miss a Thing» Aerosmith). Игор выступал также на белградских гастролях хорватского певца Горана Карана, исполняя песню «Stand by Me». Игор продержался до 13-го гала-концерта, проиграв в телефонном голосовании Вукашину Брайичу. Во время шоу ходили слухи, что судья Тончи Хулич специально заботился о том, чтобы Цукров не покинул шоу, а вскоре Хулич заявил, что выбывание Цукрова из шоу стало несправедливостью.
На шоу Игор исполнил следующие песни:
- Gibonni & Оливер Драгоевич — «U ljubav vjere nemam» с Николой Пауновичем (1-й гала-концерт)
- Желько Йоксимович — «Leđa o leđa» с Желько Йоксимовичем (2-й гала-концерт)
- Дино Мерлин & Желько Йоксимович — «Supermen» с Вукашином Брайичем (3-й гала-концерт)
- Gibonni — «Libar» (4-й гала-концерт)
- Кемаль Монтено — «Nije htjela» с Кемалем Монтено (5-й гала-концерт)
- Андреа Бочелли — Con te partirò (6-й гала-концерт)
- Оливер Мандич — «Poludeću» (7-й гала-концерт)
- The Beatles — «Yesterday» (8-й гала-концерт)
- Bijelo dugme — «Ako ima Boga» (9-й гала-концерт)
- Indexi — «Žute dunje» (10-й гала-концерт)
- The Beatles — «Help!»/«A Hard Day’s Night» со всеми участниками-юношами (11-й гала-концерт)
- Здравко Чолич — «Jedna zima s Kristinom» (11-й гала-концерт)
- Селин Дион — «My Heart Will Go On» с Ниной Петкович (11-й гала-концерт)
- The Rolling Stones — «Angie» (12-й гала-концерт)
- Prljavo kazalište/VIS Idoli — «Mi plešemo»/«Maljčiki» с Аной Бебич и Вукашином Брайичем (12-й гала-концерт)
- Aerosmith — «I Don't Want to Miss a Thing» (13-й гала-концерт)
- U2 — «With or Without You» с Вукашином Брайичем (13-й гала-концерт)
- Film — «Pjevajmo do zore» с Андреей Харапин, Иваной Никодиевич и Кристияном Йовановым (полуфинал)

### Евровидение-2009
После завершения шоу участники выразили желание выступить на Евровидении в Москве. На хорватском отборе в финал вышли Игор Цукров и Ана Бебич. 28 февраля 2009 года Цукров в финале национального отбора «HRT Dora» победил с песней «Lijepa Tena», получив 30 баллов (15 баллов телезрителей и 15 баллов жюри).
На конкурс Игор Цукров отправился вместе с хорватской певицей Андреей Шушнярой, с которой он собирался выступить в дуэте. Автор интернет-проекта «Евровидение-Казахстан» Андрей Михеев считал, что песню Игоря продюсеры выбрали неправильно — для её исполнения Игорю не хватало вокальных данных, близких к вокалу оперных певцов. Оценки по 10-балльной шкале:

- Mузыка: Ничем особенно не выделяющийся балканский стандарт. 6/10
- Текст: Какая-то любовная лирика с религиозным подтекстом. 6/10
- Вокал: Я не говорю, что он не может петь вообще. Но он не может петь эту песню. Там такая вокальная линия, которую могут вытягивать только оперные певцы. К которым при всех ссылках на его опыт тенора Игорь не относится. Даже попытка скрыть провалы с помощью Андреа не удалась. Это прежде всего провал продюсеров, подбиравших песню. 5/10
- Итог: А здесь вот другой вопрос — будет ли Игорь единственным конкурсантом Операции Триумф на Евро 2009? Если да — то масса балканских голосов ему обеспечены. 8/10

Председатель российского фан-клуба OGAE Антон Кулаков был ещё более критично настроен, назвав Цукрова одним из худших исполнителей в вокальном плане после представительницы Кипра Кристины Метаксы. Оценки по 10-балльной шкале:

- Музыка: Абсолютно классический балканомедляк с приветом с 2004 года. Нового, увы — ничего. 6/10
- Текст: Текст великолепен. Лучше Боснии. Но у Боснии лучше исполнитель. 9/10
- Вокал: А я думал, ужаснее Метаксы быть не может. Живьем у Игорька, мягко говоря, не хватает голоса. 1/10
- Итог: Если будет петь так же, как на отборе — никуда он не попадёт. 4/10

Игор и Андреа открыли первый полуфинал конкурса и заняли 13-е место с 33 баллами, но жюри отправило их в финал. В финале они набрали 45 очков и заняли 18-е место.

## Личная жизнь
Некоторое время Игор встречался с черногорской телеведущей Ниной Петкович. Является глубоко верующим человеком. Любимые исполнители — Андреа Бочелли и Джордж Майкл.

## Дискография
- 2009: Lijepa Tena[3]
- 2009: Mjesečar
- 2009: Nebesa (feat. Magazin)
- 2010: Moja draga (Pjesma Mediterana 2010)